# Dág (Komárom-Esztergom)
Dág est un village et une commune du comitat de Komárom-Esztergom en Hongrie.